# Chémery-Chéhéry
Chémery-Chéhéry is een gemeente in het Franse departement Ardennes in de regio Grand Est.

## Geschiedenis
De gemeente is op 1 januari 2016 ontstaan door de fusie van de gemeenten Chéhéry en Chémery-sur-Bar en maakt deel van het arrondissement Sedan. Chémery-sur-Bar bleef deel uitmaken van het kanton Sedan-1, waar het sinds 15 maart 2015 deel van uitmaakte, tot de gemeente op 5 maart 2020 geheel werd opgenomen in het kanton Vouziers, waar Chéhéry sinds 15 maart 2015 al deel van uitmaakte.

## Galerij

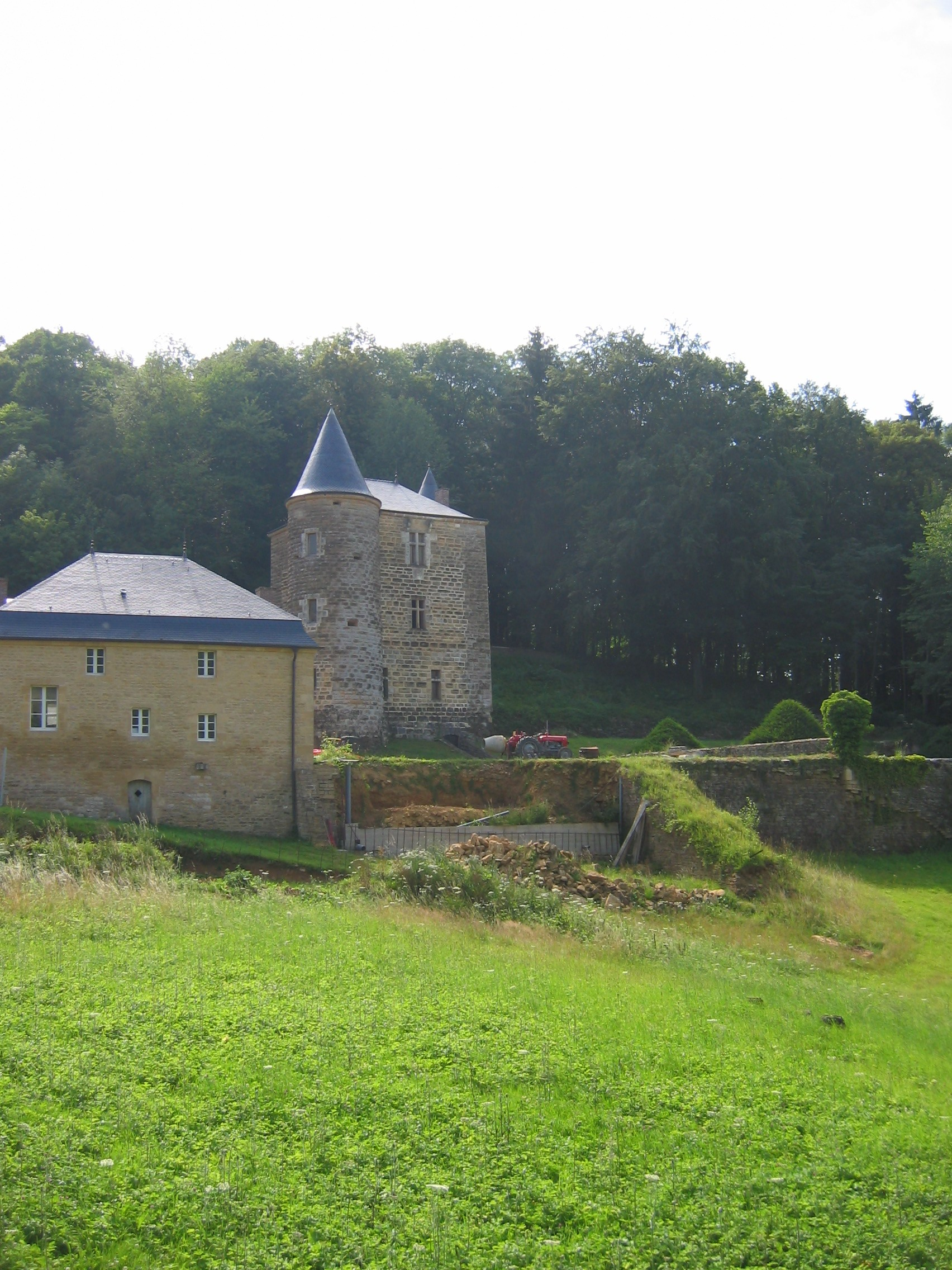
Kasteel van Rocan in Chéhéry
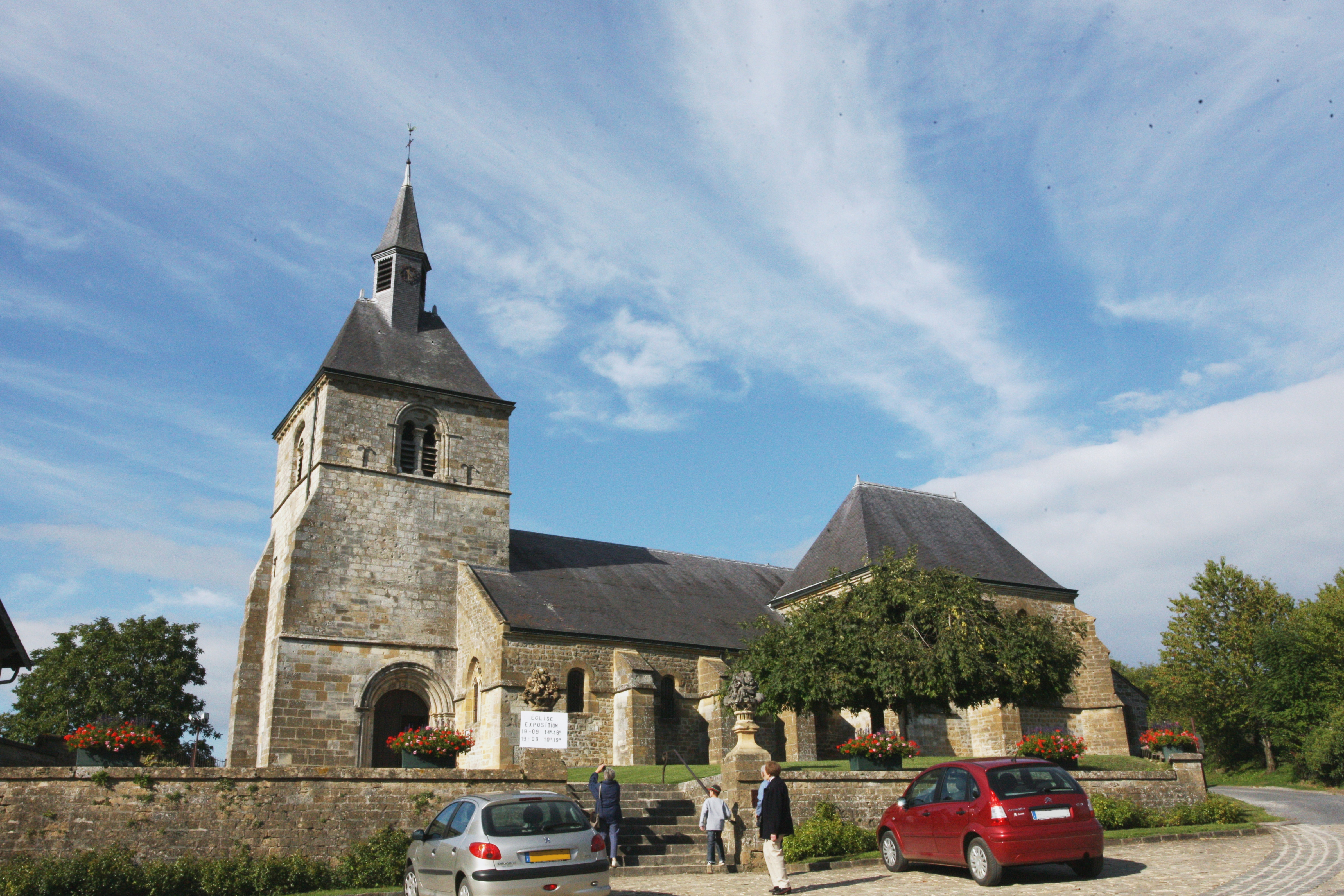
De kerk van Chémery-sur-Bar
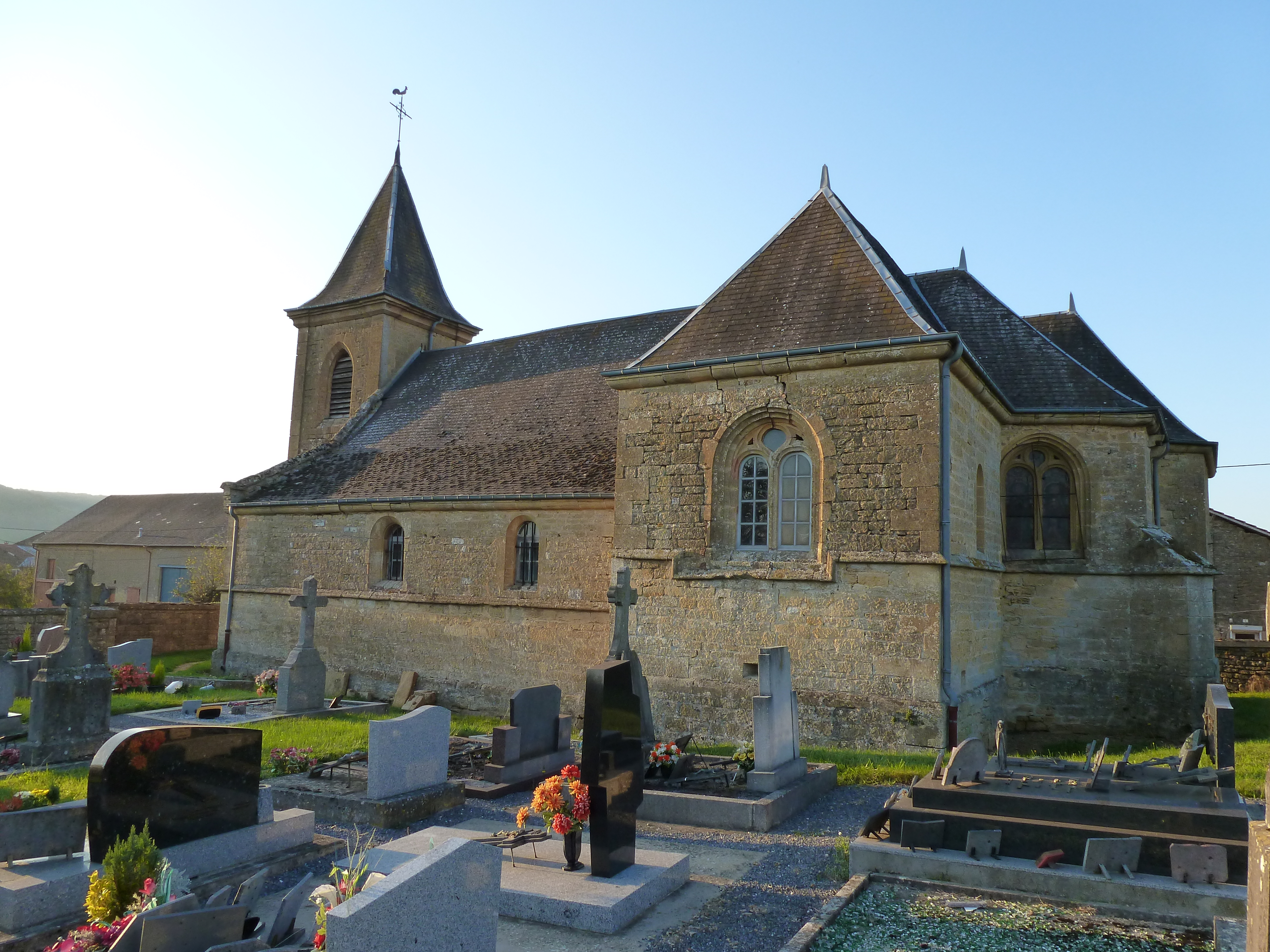
De Bartholomeuskerk van Connage
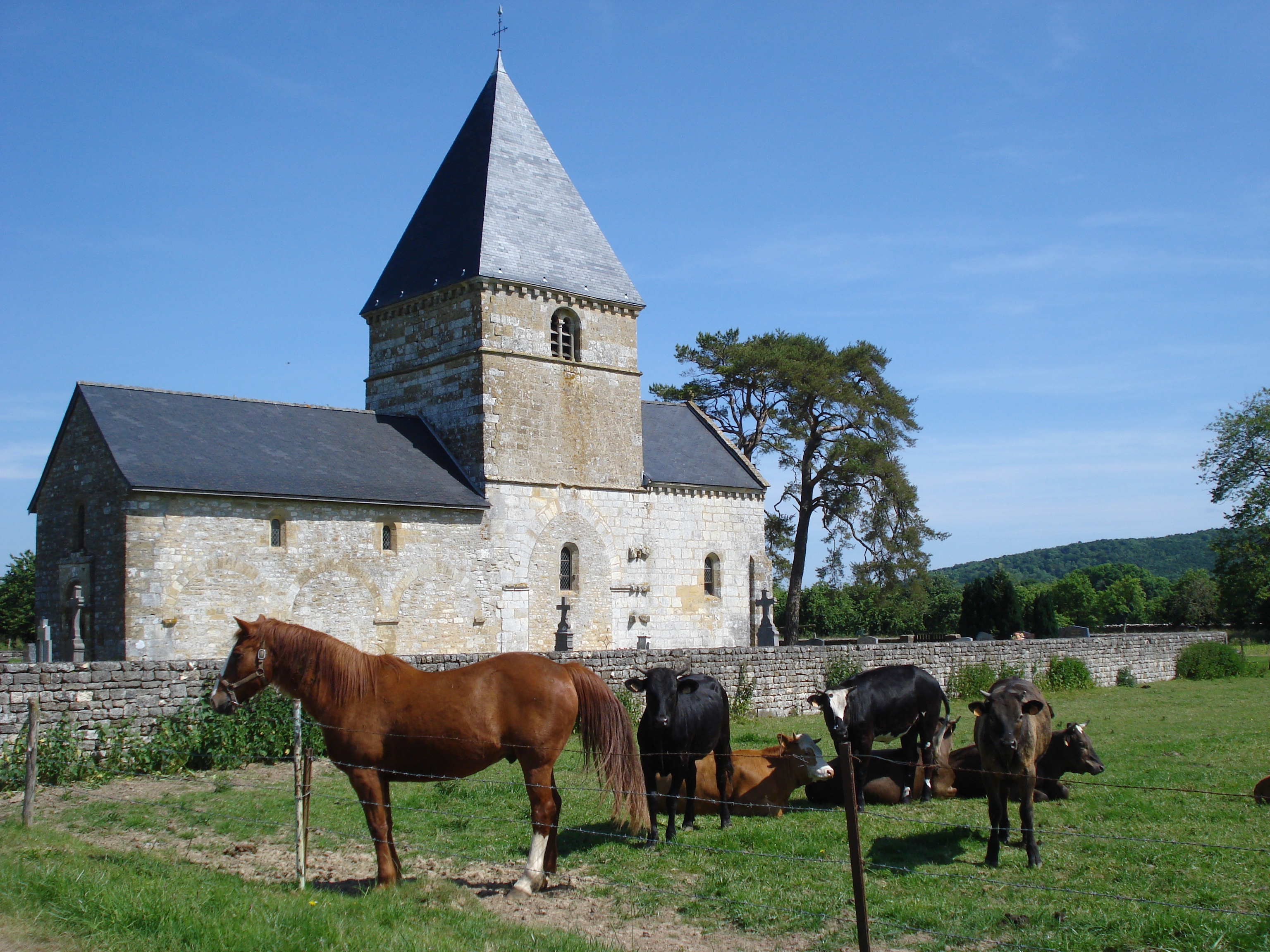
De O.L.V.-kerk van Malmy

Angecourt · Les Grandes-Armoises · Les Petites-Armoises · Artaise-le-Vivier · Authe · Autruche · Bairon et ses environs · Ballay · Bar-lès-Buzancy · Bayonville · Belleville-et-Châtillon-sur-Bar · Belval-Bois-des-Dames · La Berlière · La Besace · Brieulles-sur-Bar · Boult-aux-Bois · Briquenay · Bulson · Buzancy · Chémery-Chéhéry · La Croix-aux-Bois · Fossé · Germont · Haraucourt · Harricourt · Imécourt · Landres-et-Saint-Georges · Maisoncelle-et-Villers · Le Mont-Dieu · Montgon · La Neuville-à-Maire · Noirval · Nouart · Oches · Quatre-Champs · Raucourt-et-Flaba · Remilly-Aillicourt · Saint-Pierremont · Sauville · Sommauthe · Stonne · Sy · Tailly · Tannay · Thénorgues · Toges · Vandy · Vaux-en-Dieulet · Verpel · Verrières · Vouziers
1. ↑  Populations de référence 2022.